# Afrikanska mästerskapet i volleyboll för damer
Afrikanska mästerskapet i volleyboll för damer är den officiella tävlingen för damlandslag i volleyboll i Afrika. Tävlingen arrangeras av Confédération Africaine de Volleyball och hålls vartannat år. Första tävlingen hölls 1976 i Port Said i Egypten.

## Resultat per upplaga
| Säsong               | Säsong               | Podium       | Podium    | Podium     | Lag |
| År                   | Spelplats            | Guld         | Silver    | Brons      | Lag |
| -------------------- | -------------------- | ------------ | --------- | ---------- | --- |
| 1976 mer information | Port Said            | Egypten      | Tunisien  | Marocko    | 6   |
| 1985 mer information | Tunis                | Tunisien     | Egypten   | Kamerun    | 3   |
| 1987 mer information | Rabat och Casablanca | Tunisien     | Marocko   | Egypten    | 3   |
| 1989 mer information | Port Louis           | Egypten      | Mauritius | Madagaskar | 3   |
| 1991 mer information | Kairo                | Kenya        | Egypten   | Kamerun    | 8   |
| 1993 mer information | Lagos                | Kenya        | Egypten   | Nigeria    | 10  |
| 1995 mer information | Nairobi              | Kenya        | Nigeria   | Tunisien   | 6   |
| 1997 mer information | Kairo                | Kenya        | Nigeria   | Angola     | 5   |
| 1999 mer information | Lagos                | Tunisien     | Kamerun   | Nigeria    | 4   |
| 2001 mer information | Port Harcourt        | Seychellerna | Nigeria   | Kamerun    | 4   |
| 2003 mer information | Nairobi              | Egypten      | Kenya     | Kamerun    | 8   |
| 2005 mer information | Abuja                | Kenya        | Nigeria   | Egypten    | 8   |
| 2007 mer information | Nairobi              | Kenya        | Algeriet  | Tunisien   | 10  |
| 2009 mer information | Blida                | Algeriet     | Tunisien  | Kamerun    | 6   |
| 2011 mer information | Nairobi              | Kenya        | Algeriet  | Egypten    | 9   |
| 2013 mer information | Nairobi              | Kenya        | Kamerun   | Tunisien   | 6   |
| 2015 mer information | Nairobi              | Kenya        | Algeriet  | Kamerun    | 8   |
| 2017 mer information | Nairobi              | Kamerun      | Kenya     | Egypten    | 9   |
| 2019 mer information | Kairo                | Kamerun      | Kenya     | Senegal    | 7   |
| 2021 mer information | Kigali               | Kamerun      | Kenya     | Marocko    | 7   |
| 2023 mer information | Yaoundé              | Kenya        | Egypten   | Kamerun    |     |

## Resultat per lag
| Pos. | Lag          | Guld | Silver | Brons |
| ---- | ------------ | ---- | ------ | ----- |
| 1    | Kenya        | 10   | 4      | -     |
| 2    | Egypten      | 3    | 4      | 4     |
| 3    | Kamerun      | 3    | 2      | 7     |
| 4    | Tunisien     | 3    | 2      | 3     |
| 5    | Algeriet     | 1    | 3      | -     |
| 6    | Seychellerna | 1    | -      | -     |
| 7    | Nigeria      | -    | 4      | 2     |
| 8    | Marocko      | -    | 1      | 2     |
| 9    | Mauritius    | -    | 1      | -     |
| 10   | Angola       | -    | -      | 1     |
|      | Madagaskar   | -    | -      | 1     |
|      | Senegal      | -    | -      | 1     |

## Mest värdefulla spelare
Följande har blivit utsedda till mest värdefulla spelare.
| År   | Mest värdefulla spelare    |
| ---- | -------------------------- |
| 2013 | Mercy Moim                 |
| 2015 | Everline Makuto            |
| 2017 | Laetitia Moma Bassoko      |
| 2019 | Laetitia Moma Bassoko      |
| 2021 | Christelle Tchoudjang Nana |
| 2023 | Sharon Chepchumba          |